# ماريسا ريبيسي
ماريسا ريبيسي (بالإنجليزية: Marissa Ribisi)‏ هي كاتبة سيناريو وممثلة أمريكية، ولدت في 17 ديسمبر 1974 بلوس أنجلوس في الولايات المتحدة.

## أعمال

### أفلام
- (1998) البلدة الفاضلة[6]
- (2001) إجاصة دون

## وصلات خارجية
- ماريسا ريبيسي على موقع IMDb (الإنجليزية)
- ماريسا ريبيسي على موقع ألو سيني (الفرنسية)
- ماريسا ريبيسي على موقع أول موفي (الإنجليزية)
- ماريسا ريبيسي على موقع قاعدة بيانات الأفلام السويدية (السويدية)
- ماريسا ريبيسي على موقع إن إن دي بي (الإنجليزية)
- ماريسا ريبيسي على موقع ديسكوغز (الإنجليزية)
- ماريسا ريبيسي على موقع قاعدة بيانات الفيلم (الإنجليزية)
- ماريسا ريبيسي على موقع كينوبويسك (الروسية)